# Pyrenese behangersbij
De Pyreneese behangersbij (Megachile pyrenaea) is een bij uit de familie Megachilidae. De wetenschappelijke naam van de soort werd in 1890 gepubliceerd door Jean Pérez. De soort is onder meer te herkennen aan de opvallend rode tarsleden.
De soort komt voor in Europa, noordelijk tot in de Ardennen. Uit Nederland is één waarneming bekend in Echt in 1968.